# 小西ひかる
小西 ひかる（こにし ひかる、1991年6月30日または1991年7月1日）は、日本のAV女優。HANAYA PROJECT・ティーパワーズ所属。

## 略歴
2020年10月、SODクリエイトの「本物人妻」レーベル専属女優としてAVデビュー。

## 人物
兵庫県神戸市出身。
既婚者で子供もいる。
AV女優になる前は美容師をしていて、美容師をしながら風俗店などで働いたこともあった。

## 作品

### アダルトDVD
2020年
- 仕事も家庭も真面目に一生懸命だけど欲求不満は人一倍 小西ひかる 29歳 AV DEBUT（10月20日、SODクリエイト）
- 仕事も家庭も真面目に一生懸命だけど欲求不満は人一倍 小西ひかる 29歳 第2章 「今日、単身赴任の夫が帰って来るんです」 限られた時間ずーっとイカされっぱなし絶頂性交（12月24日、SODクリエイト）

2021年
- 仕事も家庭も真面目に一生懸命だけど欲求不満は人一倍 小西ひかる 29歳 第3章 結婚後初めてのお泊まり ほろ酔いでべったり甘えまくりの濃密一夜（1月21日、SODクリエイト）
- 仕事も家庭も真面目に一生懸命だけど欲求不満は人一倍 小西ひかる 29歳 第4章 童貞君を筆おろし後、なんと体の相性ばっちりで結局2人で貪り合った8時間（2月25日、SODクリエイト）
- 仕事も家庭も真面目に一生懸命だけど欲求不満は人一倍 小西ひかる 29歳 最終章 孕んじゃっても誰の子か分からない 自宅に男8人が押し掛け、ぶっかけ&中出し14連発!（3月11日、SODクリエイト）
- パンツごしのフェラチオ 〜焦らされて高まる早漏男子向けのフェチな刺激 Vol.2〜（9月21日、SEX Agent）他出演:衣吹かのん、朝日奈かれん、大原あむ、堀内未果子、川原りま、蒼井れいな、渚ひまわり
- 親の介護をする出戻り娘は援助の代わりに鬼畜達の男根を吸い尽くす涙目デイープスロートで肉穴を差し出す（9月23日、ヒビノ）

### VR
2020年
- 向かい部屋に引っ越してきた絶倫妻に誘われて… 主婦 小西さん(29歳)（11月30日、SODクリエイト）
- 白目むくほど耳穴性感を弄ぶ、逆夜這い音泉旅館（12月21日、SODクリエイト）

2021年
- なめらかな移動・よりリアルに近づいた高画質の進化系ハメ撮りVR! 人妻ひかるさんとアフター5不倫（4月8日、SODクリエイト）

### 配信限定
2020年
- #ぬるパコ ひかる（11月18日、「イマジン」）

2021年
- ひかる（4月21日、「イマジン」）
- 【初撮り】【結婚を前に..】同い年彼氏と婚約中のスレンダー美容師が登場。10年付き合っている彼氏では味わえない快感に.. ネットでAV応募→AV体験撮影 1564（6月17日、シロウトTV）
- ラグジュTV 1463 結婚2年目の美人女医(肛門科)がAV出演!夫婦関係は良好だがセックスがノーマルで物足りない!『全力でイキたい…』心の内に秘めた欲望にかられた美人妻がカメラの前で快楽にイき乱れる!!（9月29日、ラグジュTV）※「高宮穂乃果」名義

## 出演

### テレビ
- 魚拓と成瀬のツキとスッポンぽん #360,#361（2021年7月25日,8月1日、パチ・スロ サイトセブンTV）[7][8]

## 掲載

### 雑誌
- 週刊実話 2020年12月24日号（日本ジャーナル出版） - グラビア「29歳清楚妻が脱いだ!!」
- 月刊ソフト・オン・デマンド 4月号増刊 SOD本物人妻・熟女妻 Vol.2（ソフト・オン・デマンド） - 裏表紙、グラビア